# Вятская филармония
Вятская областная филармония имени П. И. Чайковского — крупнейшая концертная организация в Кирове, Кировской области. Основана в 1958 году. Названа в честь композитора П. И. Чайковского, уроженца Вятской губернии.

## История
28 января 1958 году в Кирове была открыта Вятская филармония, директором которой стал заслуженный работник культуры РСФСР Н. С. Бучин.
Коллектив филармонии первоначально состоял из артистов Кировского концертно-эстрадного бюро, которое осуществляло свою деятельность в городе с 1939 года. Именно артисты этого учреждения в суровые годы Великой Отечественной войны организовывали свои концертные программы на заводах и предприятиях, в санитарных поездах и госпиталях города на Вятке.
С начала открытия и на протяжении нескольких лет концертной площадкой для филармонии служил Дом политпросвещения. который располагался на улице Преображенской в областном центре.
В 1963 году учреждение переходит в новое специально отстроенное здание по улице Ленина. После этого филармония расширяет свой творческий потенциал, приглашает новых артистов, организует работу совершенно новых коллективов.
В 1970-1990-е годы артисты Вятской филармонии активно работали в городах Сибири, Дальнего Востока, Урала, республик Советского Союза, Ленинграда и Москвы.
На сцену Вятской филармонии с гастрольными концертами приезжали известные музыканты и артисты: С. Лемешев, А. Ведерников, М. Максакова, Г. Олейниченко, М. Михайлов, Л. Зыкина, Г. Вишневская, М. Магомаев, М. Кристалинская, И. Кобзон, В. Толкунова, Г. Великанова, Ю. Антонов, В. Ободзинский, Э. Пьеха, Л. Лещенко, Л. Вайкуле и многие другие. Жители Кирова смогли воочию увидеть выступления многих известных коллективов: Большого симфонического оркестра Всесоюзного радио и центрального телевидения, оркестра «Виртуозы Москвы» под управлением В. Спивакова, Русского народного оркестра им. Осипова, Ярославского симфонического оркестра под управлением М. Ростроповича, Северного русского народного хора, Русского народного хора им. Пятницкого, Уральского и Воронежского народных хоров, Омского русского народного хора, Московского государственного хора под управлением В. Соколова, Ленинградской хоровой академической капеллы им. М. Глинки, Государственной академической хоровой капеллы им. А. Юрлова, Академического мужского хора Эстонии под управлением Г. Эрнесакса, Азербайджанской хоровой капеллы, Украинской хоровой капеллы «Думка», Академического русского оркестра им. Андреева и многих других.

## Фестивали филармонии

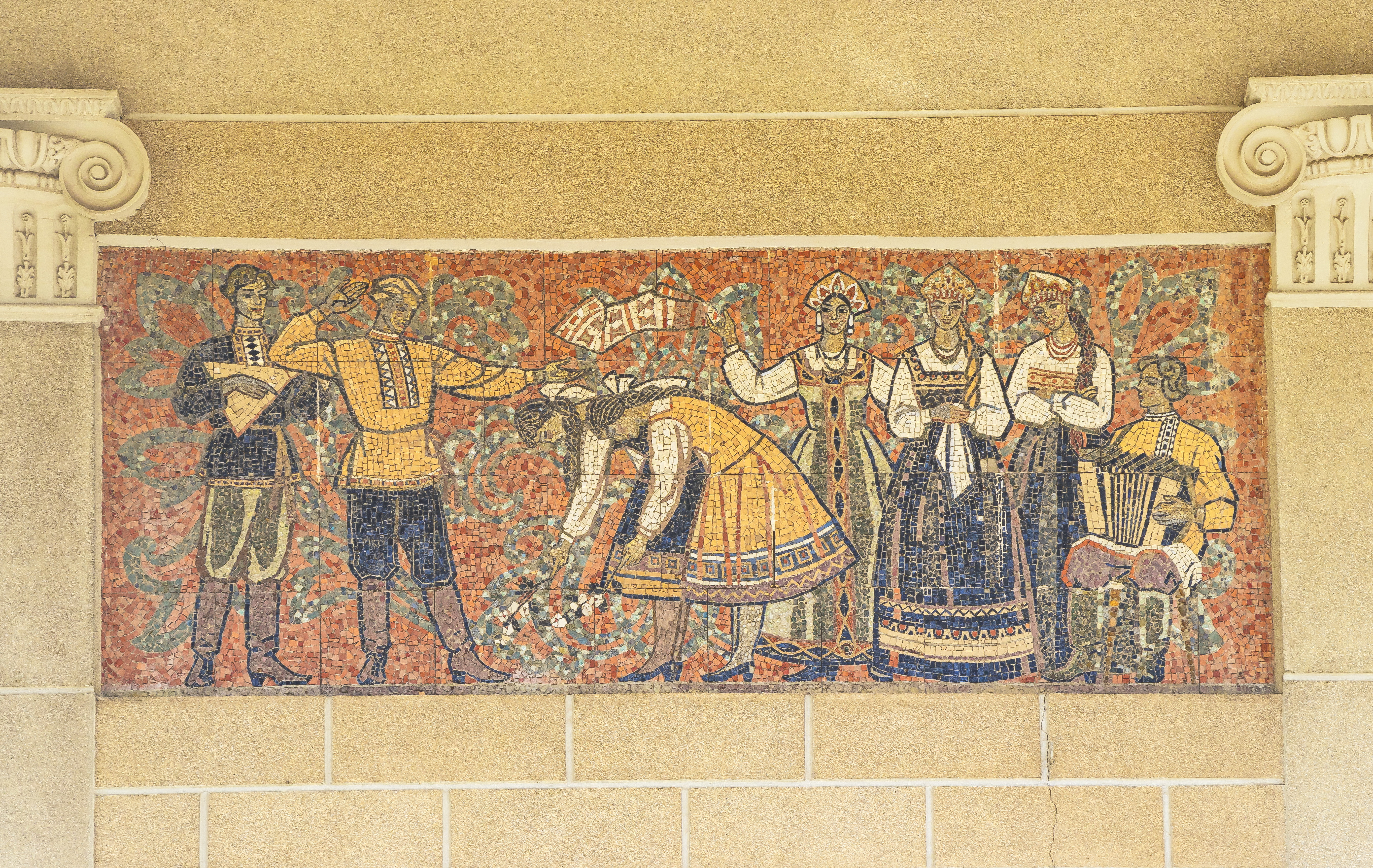
Панно на здании филармонии

Ежегодно коллективы филармонии организуют и проводят фестиваль "Вятская весна", традиционным является и межрегиональный музыкальный фестиваль «Земляки. Возвращение на Вятку».
Кроме того, в календаре музыкальных событий появились совершенно новые - межрегиональный фестиваль «Лики музыкального театра», а также музыкальный фестиваль «Jazz над Вяткой».
Летом 2020 года впервые был проведен в режиме онлайн межрегиональный музыкальный фестиваль «Летние ассамблеи Вятской филармонии». Проводятся и другие концерты в новом современном онлайн формате.

## Руководство
В разные годы филармонию возглавляли:
- Б. Н. Скальный,
- Г. М. Балыбердин - Заслуженный деятель искусств РФ,
- А. Л. Ткачук - Заслуженный работник культуры РФ,
- Ю. А. Махнев,
- А. И. Савин,
- Э. И. Раскопина,
- А. Б. Скальный.

Художественными руководителями филармонии были:
- С. Б. Сахар - Заслуженный работник культуры РФ, почетный гражданин города Кирова,
- В. И. Бирюков - Заслуженный артист РФ,
- А. А. Сандалов.

В настоящее время К.А. Зайнулин возглавляет филармонию.

## Музыкальные коллективы и солисты
В учреждении созданы и работают различные музыкальные коллективы:
- Вятский оркестр русских народных инструментов имени Ф. И. Шаляпина под управлением Заслуженного артиста РФ Александра Чубарова,
- Вятский губернский симфонический оркестр имени В. А. Раевского,
- Коллективы Заслуженной артистки РФ Галины Савиной, Людмилы Аникеевой, Александры Балыбердиной
- Русский концертный ансамбль «Три плюс Два» под руководством Константина Плюснина
- Детский лекторий